# ザ・ギャザリング
ザ・ギャザリング（The Gathering）は、オランダ出身のロック・バンド。
結成当初はヘヴィメタル・バンドとして結成され、1990年代前半のゴシックメタルシーンの代表格として、タイプ・オー・ネガティヴ、ティアマットと並ぶ代表バンドの一つ。現在はヘヴィメタルから脱却している。

## 概要
当初は従来の男性デスボーカルだったが、サード・アルバムから女性ボーカルのアネク・ヴァン・ガースバーゲンに替わった。そのサード・アルバム『マンディリオン』は耽美さの中に民族的・精神的・廃退的な色合いが強くなっている。
5枚目のアルバム『ハウ・トゥ・メジャー・ア・プラネット?』辺りから他の同期のゴシックメタル・バンドがそうしたようにシンセ・ロックやプログレッシブ・ロックへと傾倒し、若干ゴシックメタルの音楽性から離れつつある。最近ではトリップ・ホップやオルタナティヴ・ロックの要素を取り込み、独自の世界を築いている。
2007年6月、バンドの看板シンガーであったアネク・ヴァン・ガースバーゲンが脱退を表明し、彼女自身のバンド、Agua de Anniqueの活動に専念することとなる。

## 歴史

### 初期（結成〜アネクとの出会い）
1989年、オランダの小さな町オスにて結成。ハンス・ルッテン (ドラム)、ルネ・ルッテン (ギター)の兄弟（ハンスが3つ年上の兄でルネが弟）と、バルト・スミッツ (ボーカル) により、ザ・ギャザリングの歴史がスタートした。翌1990年にフーゴ・プリンセン・ヘーリフス (ベース)、イェルマー・ヴィールスマ (ギター)、Frank Boeijen (キーボード) が加わり、最初のラインナップが完成。自主制作盤『An Imaginary Symphony』を制作する。
1991年、2本目のデモ『Moonlight Archer』を完成。ヘヴィなギター・リフにグランド・ピアノが絡み、デス・ヴォイスが乗るゴシック・メタルが評価され、インディーズ・レーベルのFoundation 2000よりお呼びが掛かる。初期のデモ2作は、長いこと入手不能だったが、2001年になって『Downfall - The Early Years』としてハンマーハート・レコードより復刻された。初回盤は2枚組で、ボーナス・ディスクには貴重な第1期のライブも収録されていた。
1992年、ファースト・アルバム『Always...』でデビュー。売上は1万枚を超え、インディーズとしては十分な成功を収める。アルバムはアメリカでも発売され、ジャケットは計3種類もあった。(1)青空の下、岩場に立つアラブの女性を写したものがオリジナルで、他に、(2)赤を基調とした女神の絵画のもの、(3)球形に穴の空いた謎の物体を写したもの、がある。
1993年、新作づくりに入るが、コアな方向性に拘るBartと、より多くの聴衆を求めてポップ化を主張するメンバーとが対立。Bartが脱退する。新たなメンバーとして、ニールス・ドゥフューズとマルティネ・ファン・ローンの男女2人を加入させ、セカンド・アルバム『Almost A Dance』を発表する。しかし、このラインナップはこの年のみで終わる。
1994年、バンドに転機が訪れる。新たなシンガーとして、バンドはまた男女2人のボーカルを探していた。そしてあるパブで歌っていたアマチュア・ポップ・デュオの片割れに声をかけた。これがアネク・ヴァン・ガースバーゲンとの出会いであった。独特の雰囲気に加え、十分な声量を持っていたアネクの歌声を聴いて、「これなら男性ボーカルは要らないのではないか?」ということになり、予定していなかった「紅一点」の編成が完成する。

### ゴシック・メタル期
1995年、アネクをリード・ボーカルとして録音されたデモは素晴らしいものであった。それまでの「ゴシック・メタル」とは、デスヴォイスにキーボードや女性コーラスなど美しい要素を加えて、叙情性を出したものの名称であった。しかし、ザ・ギャザリングの作品は、女性を「主役」に据え、ヘヴィなバックに負けない声量のある声で、堂々と引っ張る新しいスタイルのものだった。このデモで大手センチュリー・メディア・レコードと契約が成立。代表作となるサード・アルバム『マンディリオン』が完成した。
センチュリー・メディア・レコード主宰のコンピレーション『Identity II』にも「In Motion #1」という曲が収録され、サンプル盤代わりに各国のプレスに配布された。しかしこの時、曲名が「Leaves」と誤表記されてしまった。日本ではベイエフエムの番組『Power Rock Today』でオンエアーされた。DJの伊藤政則には、ファースト・アルバム『Always...』を高評価していたこともあってか「オランダのバンドなんだけど、（サウンド）変わっちゃったなぁ」とコメントされ、雑誌での評価も80点だった。しかし、後に発売された日本盤（2曲増曲）とほとんど変わらない枚数を売り上げた。また、『マンディリオン』のオープニング曲であり、バンドの代表曲となった「Strange Machines」がシングルカットされた。
1996年、ダイナモ・オープン・エア・フェスティヴァルに出演。1年間ツアーに明け暮れた。ここでは新曲「Adrenaline」および「Third Chance」を披露。同時にフェスティヴァル出演記念のセカンド・シングル『Adrenaline/Leaves』としてリリースされた。実は、「Third Chance」は、アネクとバンドが最初に録音した曲である。しかし、「this whole world / could explode around us / will they ever know / we had a third chance」というくだりが、「第三次世界大戦を想起させて危険なのでは?」との配慮から、『マンディリオン』への収録が見送られた経緯がある。ちなみに、両曲が追加収録された日本盤の歌詞カードでも、別ヴァージョンとして再収録された 4枚目のアルバム『ナイトタイム・バーズ』でも、その「Middle 8 (Bridge)」の部分は、歌詞に載っていない。
ちなみにこの録音作業中に、隣りのスタジオで録音していたドイツのヘヴィ・ロック・バンドであるFarmer Boysよりデュエットの誘いがあり、デペッシュ・モードのカヴァー「Never Let Me Down Again」にアネクが参加した（アルバム『Countrified』に収録）。オリジナルより動きを付けたメロディが好評でシングルにもなった。
ブレイクを果たしたザ・ギャザリングは、ツアー中も休むことなく次のアルバムの曲作りを行い、また一部の曲はツアー中に録音されたという。
1997年、4枚目のアルバムに先行して発売されたシングル「The May Song」は、ヘヴィなリフが消え、3分のポップ・バラードになっていた。更に、B面曲もヘヴィ・リフは少ないゆったりした曲。しかし、発売されてみるとアルバム『ナイトタイム・バーズ』はイントロからヘヴィなリフが使われているものであった。
ツアー中には、シングル「Kevin's Telescope」リリースされ、中ヒットになっている。この曲は、珍しく割とメジャー・コード（長調）を多用したナンバーで、ゴシック独特の「暗さ」がない。B面には、初の試みとして、カヴァー2曲が収められていた。カルト的な人気を誇るゴシック・ユニットのデッド・カン・ダンスによる「In Power We Entrust The Love Advocated」と、スロウダイヴ（後のモハーヴィ3）の「When The Sun Hits」である。

### イェルマーの脱退〜脱メタル
1998年、バンドは公式サイトにて、イェルマー・ヴィールスマの脱退を発表する。家族と離れてのツアーに疲れたことと、エンジニアとして裏方に回りたいという本人の希望によるとのことだったが、その後の詳細は不明で、引退であった可能性もある。
続いて、バンドは再び公式サイトで次のアルバムが2枚組の大作になることを発表する。当初は先行して発売する限定盤のみ2枚組で、限定盤が売り切れた後は1枚モノにするとコメントしていた。しかし、実際には現在でも2枚組で販売が継続されており、後に方針が変わったようである。
アルバム『ハウ・トゥ・メジャー・ア・プラネット?』のサウンドはかなり変化している。ギター1本のハード・ロック編成となり、明らかに欧州で流行しているトリップ/アンビエントの影響が垣間見られる音となった。また2枚のディスクのラスト曲は、それぞれ、9分超、28分超と、意図的に長尺にした形跡が見られる。
シングル「Liberty Bell」はラジオ向けのエディット・ヴァージョンのみの収録で、フル・ヴァージョンは収録されなかった。珍しく全編メジャー・コード（長調）の曲であった。また同曲のプロモーション・ビデオは宇宙服を着てはしゃぐアネク1人だけで、バックのメンバーは全く出て来なかった。
ツアーは前期と後期に分けて行われ、後期はアメリカ大陸にも渡るなど、バンド史上最大規模のツアーとなった。ツアー終了後、バンドはセンチュリー・メディア・レコードとの契約以来初めて、長い休暇に入った。公式サイトには「やっと休みが取れる!」というメンバーの喜びの声が掲載された。
1999年、バンドは休暇に入り大きな動きはなかった。その代わり、初のライブ・アルバム『Superheat』をリリースしている。イェルマー脱退後の「ハウ・トゥ・メジャー・ア・プラネット?・ツアー」から2会場の演奏が収録された。全10曲と少ないのは、MPEGビデオが1曲収められているためである。曲は「Eleanor」なのだが、ファイル名のeにアクサンテギュを付けてしまったため、当時のパソコンでは見ることができなかった。翌2000年に、多言語に対応したNT系OS Windows 2000 Professional が発売され、初めて普通に見ることができるようになった。
2000年、「次のアルバムは、よりオーガニックになる」というアナウンスに続いて、アルバム『if then else』を発表。前作は「ヘヴィなゴシック・メタル」＋「ノイズ」＋「トリップ/アンビエント」と言った作風だったが、本作は、「ヘヴィ/メタル」というキーワードが初めて外れている。即ち、トリップ寄りのゴシック・ロックである。電子音やドラム・ループも使われ、メンバー全員が当時心酔していたレディオヘッドからの影響が見られる曲もある（「Analog Park」という気怠いナンバーが特に顕著）。オープニング曲にしてシングルとなった「Rollercoaster」はまだまだゴシックであったが、続くシングル「Amity」は多数のリミックスも収録したトリップ・バラードで、脱メタルは決定的となった。

### 自身のレーベルで活動開始
2001年、クラブ・シーンにも似合う作風となったこともあってか、小さなクラブも積極的に組み込んだツアーを展開。更に、人気が出始めた南米にも足を運び、特にメキシコで熱狂的な出迎えを受ける。ツアー後、メンバーは長い休暇に入り、一旦、ファンの前から姿を消す。この時、ビジネス面で大きな動きがあった。所属レーベルのセンチュリー・メディア・レコードとの亀裂が深まり、契約解消が決まったのである。ビジネス的に身軽になったことを利用してか、長らく入手不能だった初期のデモ2作を、初回限定ライブ映像ディスク付きで、『Downfall - The Early Years』としてリリースしている。また、同時期、自身のレーベルPsychonaut Recordsを立ち上げ、Foundation 2000からリリースされていたファースト・アルバム『Always...』、セカンド・アルバム『Almost A Dance』を、リマスタリングして再発売している。
2002年、EP『Black Light District』を発表。大手レーベルには属さず、新作も自身のレーベルで販売して行くことがアナウンスされた。収録曲は3曲であるが、うち1曲は16分にも達する大作であった。「Amity」のカップリングに収録されたトーク・トークのカヴァー「Life Is What You Make It」のサウンドと同系統の、気怠いアンビエント・サウンドとグランド・ピアノのサウンドとなっている。また、ライブDVD『In Motion』が旧所属先のセンチュリー・メディア・レコードより発売になった。
2003年、アルバム『Souvenirs』を発表。ソニック・ユースを手掛けた若手プロデューサーと、先鋭的なサウンドを築いている。もはやゴシックと呼べるのは、シングル「Monsters」くらいとなった。英語圏のプロデューサーが一部詞を手掛けているため、「英語としておかしな表現」がなくなっている。プロデューサーとのデュエット・ソングも収録している。
また、一般販売網を経由しない、初めての作品もリリースされている。シングル「You Learn About It」がそれで、大手CDショップにもネットCDショップにもカタログが見当たらない。どうやら、公式通販サイトのみからの出荷のようである。エディット・ヴァージョンとフル・ヴァージョンの2曲を収録する。
2004年、一時的にセンチュリー・メディア・レコードとの関係が復活。アンプラグド（アコースティック）・ライブ・アルバム『Sleepy Buildings - A Semi Acoustic Evening』を録音・リリースする。なお、この作品をもって結成以来ベースを弾いてきたフーゴ・プリンセン・ヘーリフスが脱退することが発表された。
2005年、シングルB面＋デモ音源を収めた2枚組CD『Accessories - Rarities and B-Sides』がリリースされた。後に『ナイトタイム・バーズ』のリマスター・再リリースの際、シングルB面を改めて大量収録している。また、2作目のライブDVD『A Sound Relief』も、同年リリースされている。

### アネク最後の参加アルバム〜その後の活動
2006年、アルバム『Home』を発表。レディオヘッドやソニック・ユースといった、アンビエントあるいはノイズ・ロック的な無機質さが全編を覆っている。1990年代の作品とはメロディの質が根本的に違っており、高揚感のあるロックは一切ない。逆に、非常にベーシックな音でもあり、5枚目のアルバムから前作にかけて展開してきたゴシック・トリップ・ロックともまた違っている。欧州で一部ツアーに制限がかかったと言われるが詳細は不明。代わりに南米などもくまなく周り、オランダに戻っている。
2007年は、アメリカ・カナダを中心にツアーを行った。同時に、アネクのソロ・プロジェクトもスタートしている。そして5月、アネクが自分の時間を、より家族そして自身のプロジェクトのために使うべく、バンドを離脱することが発表された。ファイナル・ツアーも行われ、8月、13年間バンドをリードしたアネク・ヴァン・ガースバーゲンは脱退した。
バンドは男性・女性を問わず、新たなボーカリストを獲得すべく、オーディションを行うことを発表した。「『アネクのクローン』は求めない」と、必ずしもアネクと似たタイプを選ぶとは限らないとしていた。結果、シリェ・ヴェルヘラントが2009年に加入する。
2012年にアルバム『Disclosure』、2013年にはアルバム『Afterwords』をリリースした。

## メンバー

### 現メンバー
- ルネ・ルッテン (René Rutten) - ギター ※1989年の結成以来、バンドのリーダーにして、メイン・ソングライター。ドラムのハンスは3歳年上の兄。
- ハンス・ルッテン (Hans Rutten) - ドラム ※1989年の結成時より、弟のルネと共にバンドに在籍。派手なプレイはしないが、堅実で職人肌のドラム・マン。リズム・キープは正確で、ライブでもアルバム通りの速度を実現。
- フランク・ブーイエン (Frank Boeijen) - キーボード ※1990年より参加。バンドがメタル・サウンドをしていた当初は、普通に和音を被せるシンセ奏者タイプだったが、近年はアンビエント寄りに方向性を変えている。サウンド・メイクの鍵を握る人物。
- マリョライン・コーイマン (Marjolein Kooijman) - ベース ※女性ベーシスト。2004年のフーゴ・プリンセン・ヘーリフス脱退に伴って交替。アルバム『Home』より参加。1980年生まれで、他のメンバーより10歳近く若い。
- シリェ・ヴェルヘラント (Silje Wergeland) - ボーカル ※アネクの後任として2009年加入。元オクタヴィア・セペラティ。アルバム『The West Pole』より参加。

### 過去のメンバー
- バルト・スミッツ (Bart Smits) - デス・ボーカル ※初代ボーカル。咆哮するデス・ヴォイス・スタイルだった。1989年の結成時からファースト・アルバム『Always...』発表後のツアー (1993年)まで在籍。その後、ポップ化を指向したバンドに対し、あくまでコアなデス・メタルに拘り、方向性の違いから脱退。
- ニールス・ドゥフューズ (Niels Duffhues) - ボーカル、アコースティックギター ※1993年-1994年在籍。セカンド・アルバム『Almost A Dance』及びツアーのみ在籍。デス・ヴォイスではファンが限られることから、ある程度歌うボーカル・スタイルにチェンジ。メガデスのデイヴ・ムステインをやや低音にしたような爬虫類声の持ち主。アルバムが不評だったことから、1作のみで脱退。 ※Duffhuesのeにはウムラウト(..)が付く
- マルティネ・ファン・ローン (Martine van Loon) - バック・ボーカル ※1993年-1994年在籍。セカンド・アルバム『Almost A Dance』及びツアーのみ参加。
- アネク・ヴァン・ガースバーゲン (Anneke van Giersbergen) - ボーカル ※1994年-2007年8月まで在籍。バンド初の女性リード・シンガー。1994年に加入して以来、『マンディリオン』から『Home』までのアルバムなどを残す。「ザ・ギャザリングのボーカル」と言えば通常は彼女を指す（2007年12月現在）。非常に長い彼女の名前は、現地では「アンネッケ・ファン・ヒエルスベルヒェン」と読む（アネク・ヴァン・ガースバーゲンは英語読み）。オランダ語には「グ(g)」に当たる発音がなく、「ヒェ」がその代わりになっている。また「V」は英語の「F」に近い発音という。
- イェルマー・ヴィールスマ (Jelmer Wiersma) - ギター ※1989年の結成時から在籍し、1998年『ナイトタイム・バーズ』発表後のツアーを最後に脱退。ファーストからのアルバム4作に参加した。家族問題と、エンジニアに転身するための脱退と言われるが、続報は不明。彼の脱退により、ツイン・リードは不可能となった。
- フーゴ・プリンセン・ヘーリフス (Hugo Prinsen Geerligs) - ベース ※1989年の結成時から在籍。ファーストからのアルバム6作に参加。2004年、トリップ/アンビエント化で出番が減ったことが、脱退の理由と言われる。

## ディスコグラフィ

### スタジオ・アルバム
- Always... (1992年)
- Almost a Dance (1993年)
- 『マンディリオン』 - Mandylion (1995年)
- 『ナイトタイム・バーズ』 - Nighttime Birds (1997年)
- 『ハウ・トゥ・メジャー・ア・プラネット?』 - How To Measure A Planet? (1998年)
- if then else (2000年)
- Souvenirs (2003年)
- Home (2006年)
- The West Pole (2009年)
- Disclosure (2012年)
- Afterwords (2013年)
- Beautiful Distortion (2022年)

### ライブ・アルバム
- Superheat (1999年)
- Sleepy Buildings - A Semi Acoustic Evening (2004年)
- A Noise Severe (2007年)
- TG25: Live at Doornroosje (2015年)

### コンピレーション・アルバム
- Downfall – The Early Years (2001年)
- Accessories - Rarities And B-Sides (2005年)
- Sand and Mercury (2008年)
- TG25: Diving Into the Unknown (2015年)
- Blueprints (2017年)

### EP
- Black Light District (2002年)
- City from Above (2009年)
- A Sound Relief (2010年)
- Afterlights (2012年)

### シングル
- "Strange Machines" (1995年)
- "Adrenaline/Leaves" (1996年)
- "The May Song" (1997年)
- "Kevin's Telescope" (1997年)
- "Liberty Bell" (1998年)
- "Rollercoaster" (2000年)
- "Amity" (2001年)
- "You Learn About It" (2003年)
- "Monsters" (2003年)
- "Alone" (2006年)

### 参加オムニバス・アルバム
- Road Kill Vol.1 (1995年) ※8曲目 "Mirror Waters"
- Identity II (1996年) ※5曲目 "In Motion #1" (表紙には "Leaves" とあるが間違い)
- Identity 3...D! (1997年) ※16曲目 "Adrenaline"
- Out Of The Dark (Live) (1997年) ※3曲目 "Leaves (live)", tr.4 "Eleanor (live)" (「ナイトタイム・バーズ」日本盤にボーナス・トラックとして収録)
- 『マスターズ・オブ・ダークネス2』 - Masters Of Darkness 2 (1998年) ※13曲目 "Nighttime Birds" (アルバムでは前の曲と繋がっているため、イントロをフェード・イン処理している模様)
- Identity Four (1998年) ※2曲目 "The May Song" (アルバム・ヴァージョン)
- Call on the Dark 2 (1998年) ※12曲目 "When The Sun Hits" (スロウダイヴのカヴァー)
- Identity five: I Defy (1999年) ※10曲目 "Liberty Bell (edit)"

### 参加トリビュート・アルバム
- The Lotus Eaters: Tribute to Dead Can Dance (2004年) ※ディスク2、4曲目 "In Power We Entrust the Love Advocated"